# Puente Reina Isabel II (Belfast)
El puente Reina Isabel II (del inglés: Queen Elizabeth II Bridge) es un puente en Belfast, en Irlanda del Norte, que no debe confundirse con el "puente de la reina" justo al lado de este. Es uno de los ocho puentes sobre el Lagan en la ciudad. Fue construido en la década de 1960.
En 1966 la reina Isabel II y el príncipe Felipe, abrieron el "Puente reinal Isabel II". En el Ayuntamiento de Belfast hubo disputas sobre el nombre del nuevo puente, que hubieran querido originalmenteque fuese llamado puente de Carson.
Durante la visita, de un edificio alto cayó  un ladrillo en el capó del vehículo real y una espectadora lanzó una botella contra el vehículo en la avenida Real.